# Jung Jo-gook
Jung Jo-gook (정조국?, 鄭助國?; Seul, 23 aprile 1984) è un ex calciatore sudcoreano, di ruolo attaccante.